# Ligne de Randsfjord
La ligne de Randsfjord est une ancienne ligne ferroviaire norvégienne, longue de 87 km et qui reliait Randsfjord à Drammen.

## Historique
Le 11 juin 1863, le Storting décide par 65 voix contre 44 la création de la ligne. Le 31 octobre 1866, le premier tronçon, reliant Drammen à Vikersund, est mis en service. La ligne est complètement achevée le 12 octobre 1868.
Le trafic de passagers entre Hønefoss et Randsfjord a été fermé en 1933, rouvert en 1944 et finalement fermé le 26 mai 1968, après 100 ans d'exploitation.
Après de nombreuses réclamations, la ligne fut rouverte en 2001 avant de fermer définitivement en 2004.
Aujourd'hui, une partie de la ligne a été intégrée à la ligne du Sørland. Outre les infrastructures, seul reste de la ligne de Randsfjord les gares desservies par d'autres lignes et quelques tronçons servant au trafic local de marchandises.